# The Middle (песня)
The Middle — сингл американской альт-рок-группы Jimmy Eat World. Он был выпущен в ноябре 2001 года в качестве второго сингла четвёртый альбом Bleed American. 2002 году сингл занял пятое место в Billboard Hot 100. Песня была прорывным ударом для Jimmy Eat World (которая самофинансировала запись Bleed American после их убытка в 1999 году). Трек показан в видеоигре Rock Band 2, а также, в Guitar Hero World Tour.

## Подготовка к выпуску
The Middle был написан после того, как Jimmy Eat World разорвал контракт с Capitol Records, после их предыдущего альбома Clarity. Первый альбом у группы вместе с Capitol Records, Static Prevails (1996), был продан только в 10000 экземпляров, поэтому в 1996 году лейбл бросил Jimmy Eat World. Солист и гитарист группы Джим Эдкинс прокомментировал это событие: «Мы были почти невидимы и там бы мы не стали лучше».
Текст The Middle отражает трудные времена для группы. Jimmy Eat World, над записью Bleed American решил не экспериментировать, а заработать деньги. «Над нашей новой записью мы не экспериментировали, мы как-то пошли в другом направлении, бросая вызов самому себе».
После завершения Bleed American, группа подписала контракт с DreamWorks Records. Bleed American был выпущен в середине 2001 года, как альбом и как сингл. Однако, после Террористических актов 11 сентября, альбом и заглавный трек не могли транслироваться, хотя и были на вершине Billboard Modern Rock Tracks.

## Издание
Когда The Middle был выпущен, успех альбома и группы зависел от одного прорыва. К концу 2001 года, песня достигла вершины хит-парада Billboard Modern Rock Tracks. Песня начала появляться на радио, в результате чего, она достиг пятого места в Billboard Hot 100. Также, в 2002 году песня достигла 26 место в Великобритании. Группа активно гастролировала с Weezer, Tenacious D, Green Day, Blink-182 на Vans Warped Tour, а также они устроила собственный тур. The Middle был самым коммерчески успешным синглом из Bleed American. Pitchfork Media дал треку 165 место в список 500 лучших треков 2000-х годов.

## Видеоклип
Видео песни (режиссёр Пауль Федор) показывал молодых людей в нижнем белье. Его часто показывали на MTV, особенно в Total Request Live. Дэвид С. Хейс, известный в-ужас актёр и писатель, появляется в этом видео.
В клипе есть один полностью одетый подросток (Джош Келехер), который посещает вечеринку. Он находит всех, кроме Jimmy Eat World которые играют одетыми. Он пытается быть как все, но только не раздевается. В конце он решает раздеться и стать похожим на всех, но в шкафу он находит девочку-подростка, делающую то же самое. Оба, обнявшись и оставив свою одежду на себе, выходят из дома, и на этом песня заканчивается.

## Список композиций
| №  | Название                  | Длительность |
| -- | ------------------------- | ------------ |
| 1. | «The Middle»              |              |
| 2. | «No Sensitivity»          |              |
| 3. | «The Middle» (Early Demo) |              |
| 4. | «The Middle» (Video)      |              |

| №  | Название                                  | Длительность |
| -- | ----------------------------------------- | ------------ |
| 1. | «The Middle»                              |              |
| 2. | «If You Don't, Don't» (Acoustic)          |              |
| 3. | «Game of Pricks» (Guided By Voices Cover) |              |
| 4. | «The Middle» (Video)                      |              |

| №  | Название                                   | Длительность |
| -- | ------------------------------------------ | ------------ |
| 1. | «The Middle»                               |              |
| 2. | «A Praise Chorus» (Album Version)          |              |
| 3. | «Bleed American» (live from Washington DC) |              |
| 4. | «Firestarter» (The Prodigy Cover)          |              |
| 5. | «The Middle» (Acoustic)                    |              |

## Чарты
| Чарты (2001-2002)                            | Место в чарте |
| -------------------------------------------- | ------------- |
| Австралия (ARIA)                             | 49            |
| Франция (SNEP)                               | 98            |
| Нидерланды (Single Top 100)                  | 92            |
| Новая Зеландия (Recorded Music NZ)           | 28            |
| United Kingdom (The Official Charts Company) | 26            |
| U.S. Billboard Hot 100                       | 5             |
| U.S. Billboard Hot 100 Airplay               | 5             |
| U.S. Billboard Hot Mainstream Rock Tracks    | 39            |
| U.S. Billboard Hot Modern Rock Tracks        | 1             |
| U.S. Billboard Mainstream Top 40             | 4             |
| U.S. Billboard Adult Top 40                  | 2             |
| U.S. Billboard Top 40 Tracks                 | 5             |